# Dicladispa lusingana
Dicladispa lusingana es una especie de insecto coleóptero de la familia Chrysomelidae.
Fue descrita científicamente en 1954 por Uhmann.